# 相良直彦
相良 直彦（さがら なおひこ、1938年 - ）は、日本の菌類学者。京都大学名誉教授。
1938年、大分県出身。1960年、京都大学農学部卒業。1962年京都大学大学院農学研究科修士課程修了、1962年京都大学教養部助手、1975年京都大学教養部助教授、1989年京都大学教養部教授、1991年京都大学大学院人間・環境学研究科教授、1975年京都大学農学博士。論文の題は「Studies on the ammonogenous fungi(アンモニア性菌類に関する研究)」

## 著書
- 相良直彦 (1998), “森の生物モグラ: 試論”, in 阿部永; 横畑泰志, 食虫類の自然史, 庄原市: 比婆科学教育振興会, ISBN 4916116054
- 相良直彦 (1989), きのこと動物: ひとつの地下生物学, きのこの生物学シリーズ8, 東京: 築地書館, ISBN 4-8067-2334-7

## 論文
- 国立情報学研究所収録論文 国立情報学研究所